# Onthophagus bechynei
Onthophagus bechynei är en skalbaggsart som beskrevs av Frey 1953. Onthophagus bechynei ingår i släktet Onthophagus och familjen bladhorningar. Inga underarter finns listade i Catalogue of Life.